# لورنوکسیکام
لورنوکسیکام (به انگلیسی: Lornoxicam) که با نام کلرتنوکسیکام (به انگلیسی: chlortenoxicam) نیز شناخته می‌شود، یک داروی ضدالتهاب غیر استروئیدی (NSAID) از دسته اوکسیکام‌ها با خاصیت ضد درد، ضد التهاب و ضد تب (تب‌بر) است. این دارو به شکل خوراکی و تزریقی موجود است.
در سال ۱۹۷۷ ثبت اختراع شد و در سال ۱۹۹۷ برای استفاده پزشکی تأیید شد. نام‌های تجاری آن شامل Xefo و Xefocam و دیگر نام‌ها است.

## مصارف پزشکی
لورنوکسیکام برای درمان انواع درد به ویژه دردهای ناشی از بیماری‌های التهابی مفاصل، آرتروز، جراحی، سیاتیک و سایر التهاب‌ها استفاده می‌شود.

## موارد منع مصرف
این دارو در بیمارانی که نباید سایر NSAIDها را مصرف کنند، به دلیل احتمال حساسیت به سالیسیلات، خونریزی گوارشی و اختلالات خونریزی، و اختلال شدید عملکرد قلب، کبد یا کلیه، منع مصرف دارد. لورنوکسیکام در دوران بارداری و شیردهی توصیه نمی‌شود و در یک سوم آخر دوره بارداری منع مصرف دارد.

## عوارض جانبی
لورنوکسیکام دارای عوارض جانبی مشابه سایر NSAIDها است که معمولاً عوارض خفیفی مانند اختلالات گوارشی (تهوع و اسهال) و سردرد دارند. عوارض جانبی شدید اما نادرتر شامل خونریزی، برونکواسپاسم و سندرم بسیار نادر استیونز جانسون است.

## تداخل دارویی
تداخلات این دارو مانند سایر NSAIDها است. ترکیب با آنتاگونیست‌های ویتامین K مانند وارفارین خطر خونریزی را افزایش می‌دهد. ترکیب با سیکلوسپورین می‌تواند منجر به کاهش عملکرد کلیه و در موارد نادر به نارسایی حاد کلیه شود. لورنوکسیکام همچنین می‌تواند اثرات نامطلوب لیتیم، متوترکسات و دیگوکسین و مشتقات آن را افزایش دهد. این دارو می‌تواند اثر دیورتیک‌ها، مهارکننده‌های ACE و آنتاگونیست‌های گیرنده آنژیوتانسین II را کاهش دهد، اما این تنها در بیماران با خطرات خاص مانند نارسایی قلبی مرتبط است. همانند پیروکسیکام با سایمتیدین می‌تواند سطوح پلاسما را افزایش دهد اما بعید است که باعث ایجاد تداخلات مرتبط شود.